# 阿里·哈桑
阿里·哈桑（阿拉伯语：‎，1997年3月4日—）是沙特阿拉伯的职业足球运动员，司职中场。现效力于沙特阿拉伯职业足球联赛的艾納斯，也代表沙特阿拉伯国家足球队。

## 荣誉
艾納斯
- 沙特超级盃冠军：2020
- 阿拉伯球會冠軍盃冠軍：2023[5]